# George R. R. Martin
George Raymond Richard Martin (n. 20 septembrie 1948, Bayonne⁠(d), New Jersey, SUA), cunoscut și sub acronimul GRRM, este un autor american de fantasy, horror și science fiction, precum și scenarist și producător. Este faimos pentru Cântec de gheață și foc, seria sa fantasy cu succes internațional pe care HBO a ecranizat-o în serialul Urzeala tronurilor. Martin este coproducător executiv al seriei și a scris câte unul din cele 10 episoade ale fiecărei serii. Revista Time l-a plasat în anul 2011 în "Time 100", o listă a „celor mai influenți oameni din lume”..

## Biografie
George Raymond Martin (numele Richard și l-a luat la 13 ani, cu ocazia confirmării) s-a născut pe 20 septembrie 1948 în Bayonne, New Jersey, ca fiu al docherului Raymond Collins Martin și a soției acestuia, Margaret Brady Martin, care mai aveau două fete: Darleen și Janet. Descendența familiei este irlandeză și italo-americană Ei trăiau într-o locuință federală lângă docurile din Bayonne.
Tânărul Martin a început să scrie și să vândă povești cu monștri copiilor din vecini, pentru câțiva penny, lectura fiind inclusă. El a mai scris povestiri despre un refat mitic populat de țestoasele de acasă; acestea mureau frecvent în castelul din acvariu, așa încât Martin a decis că ele se ucid reciproc în urma unor „intrigi sinistre”. Martin a urmat Școala Mary Jane Donohoe și, ulterior, Marist High School. În această perioadă a devenit un cititor și colecționar avid de benzi desenate, fiind interesat în special de super-eroii publicați de Marvel Comics.. Fantastic Four nr. 20 (noiembrie 1963) conține o scrisoare trimisă de el editurii pe când era încă la școală. El afirmă că interesul de a deveni scriitor s-a datorat atenției de care s-a bucurat această scrisoare a lui și datorită interesului său legat de fanzinele BD. În 1965, Martin a câștigat premiul Allry acordat de fandomul BD pentru povestirea sa cu super-eroi "Powerman vs. The Blue Barrier", primul dintre multele premii pe care avea să le câștige pentru ficțiunea sa.
În 1970, Martin a obținut o diplomă în jurnalism de la Northwestern University, Evanston, Illinois, pe care a absolvit-o summa cum laude, iar în 1971 a făcut masteratul la aceeași universitate. El a refuzat satisfacerea serviciului militar în timpul Războiului din Vietnam, optând pentru statutul de obiector de conștiință și prestând în schimb un serviciu alternativ de doi ani (1972–1974) ca voluntar VISTA atașat Fundației de Asistență Legală din Districtul Cook. Între 1973 și 1976 a condus concursuri de șah, iar între 1976 și 1978 a fost instructor de engleză și jurnalistică la Universitatea Clarke (pe atunci Colegiul Clarke) din Dubuque, IA, unde a fost scriitor rezident între anii 1978 și 1979.
La începutul anilor '70 Martin a scris povestiri de ficțiune și, deși începutul carierei sale de scriitor profesionist nu a fost unul ușor (una dintre povestirile sale a fost respinsă de diferite reviste de patruzeci și două de ori), nu s-a lăsat descurajat. Prima povestire vândută de el a fost "The Hero", care a apărut în numărul din februarie 1971 al revistei Galaxy. Prima sa povestire nominalizată la Hugo și Nebula a fost With Morning Comes Mistfall, publicată în revista Analog Science Fiction and Fact în 1973. Povestirea nu a câștigat niciunul dintre cele două premii, lucru care nu l-a deranjat prea mult pe Martin, acesta remarcând că faptul de a se alătura clubului "Învinșilor Hugo-și-Nebula" a fost o realizare destul de mare pentru el. Membru al Science Fiction and Fantasy Writers of America (SFWA), Martin a fost directorul regiunii de sud-est al acestei organizații între 1977 to 1979, iar din 1996 până în 1998 a fost vicepreședinte.
În 1976, la al 34-lea Worldcon din Kansas City, Martin și vechiul său prieten, Gardner Dozois, au conceput și organizat prima Petrecere a Învinșilor Hugo, element de atracție pentru învinși (împreună cu familiile și prietenii lor), imediat după ceremonia de decernare a premiilor Hugo. Planurile petrecerii au fost realizate cu mult timp înainte și, ca o ironie a sorții, Martin a fost învins din nou, în 1976, de data aceasta la două secțiuni: nuveletă ("...and Seven Times Never Kill Man") și nuvelă ("Furtuni pe Windhaven", scrisă împreună cu Lisa Tuttle). În anii și deceniile care au urmat, Petrecerea Învinșilor Hugo a devenit un eveniment anual, devenind una dintre cele mai mari reuniuni sociale ținute la Worldcon.
Deși cea mai mare parte a operei sale se încadrează în genul fantasy sau horror, câteva dintre primele sale scrieri sunt science fiction, acțiunea lor petrecându-se într-o istorie viitoare vag creionată, cunoscută sub numele de 'The Thousand Worlds' sau 'The manrealm'. A scris și cel puțin o lucrare de ficțiune politico-militară, "Night of the Vampyres", cuprinsă în antologia lui Harry Turtledove The Best Military Science Fiction of the 20th Century.
Neașteptatul eșec comercial al celei de-a patra cărți a lui Martin, The Armageddon Rag (1983), „practic mi-a distrus cariera de romancier pe moment”, după cum își amintește el. Totuși, achiziționarea de către Hollywood a opțiunii de ecranizare a romanului i-a permis începerea unei cariere în televiziune, mai întâi în echipa scenariștilor și, ulterior, pe post de consultant executiv, pentru revitalizarea serialului Zona crepusculară. El a lucrat la scenariul unui spectacol pe care ABC l-a oprit în plin sezon al doilea, apoi a fost angajat ca scriitor-producător al serialului fantasy Frumoasa și bestia, pentru care a scris 14 episoade. În aceeași perioadă lucrat și ca editor, coordonând longeviva serie Wild Cards, a cărei acțiune se petrece într-un univers alternativ în care un virus extraterestru oferă puteri stranii unei părți a omenirii în timpul celui de-Al Doilea Război Mondial, influențând istoria ulterioară a lumii (premisele au avut la bază super-eroii BD-urilor și jocul RPG Superworld, la care Martin era gamemaster). Printre cei care au contribuit la seria Wild Cards se numără Stephen Leigh, Lewis Shiner, Howard Waldrop, Walter Jon Williams și Roger Zelazny. Propria contribuție la serie îl are ca erou de cele mai multe ori pe Thomas Tudbury, "The Great and Powerful Turtle", un psihokinetic a cărui "cochilie" de zbor este un VW Beetle.
Martin continuă să păstreze cu mare grijă colecția sa de BD-uri, care include primul număr din Spider-Man și Fantastic Four. Deși este destul de activ pe internet, spune: "Scriu pe un alt calculator decât cel folosit pentru e-mail sau internet, în parte pentru a mă proteja de viruși, viermi și coșmare ca acesta. (...) Folosesc WordStar 4.0 pe o mașină clasică DOS."
Nuvela Zburătorii nopții, a fost ecranizată în 1987. Martin n-a fost prea fericit pentru că a trebuit să elimine elemente ale poveștii pentru a se încadra în bugetul mic al filmului.

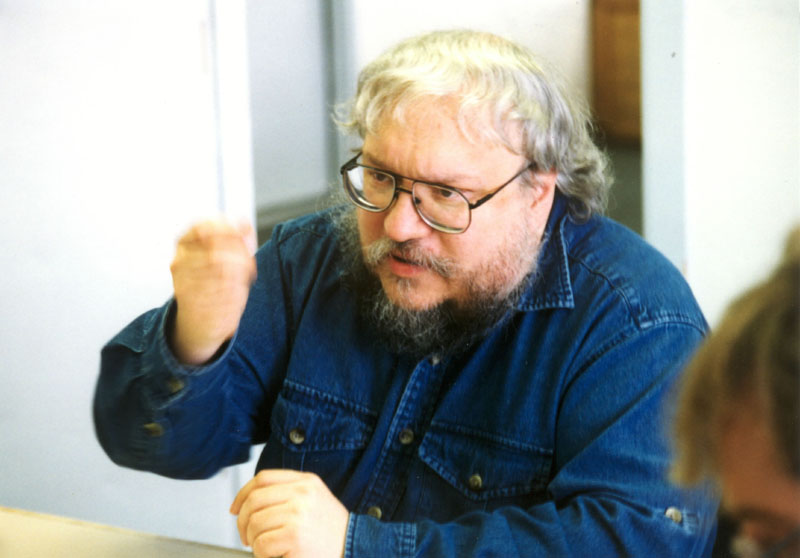
Predând la Clarion West, 1998.

### Cântec de gheață și foc
În 1991, Martin a revenit la scrierea de romane și a început ceea ce avea să se transforme în seria sa fantastică epică Cântec de gheață și foc (inspirată din Războiul celor Două Roze și Ivanhoe), proiectată a avea șapte volume. Primul volum Urzeala tronurilor a fost publicat în 1996. În noiembrie 2005, Festinul ciorilor, a patra carte a seriei, a ajuns pe locul 1 în lista de bestsellere din The New York Times și pe cea a The Wall Street Journal. În plus, Festinul ciorilor a fost nominalizată în septembrie 2006 atât la premiul Quill, cât și la premiul British Fantasy. A cincea carte, Dansul dragonilor, a apărut în iulie 2011 și a devenit rapid un succes mondial, ajungând pe locul 1 în lista de bestsellere din New York Times (listă în care a rămas mai bine de un an) și alte publicații. Seria a fost foarte apreciată atât de scriitori, readers cât și de critici. În 2012, Dansul dragonilor a ajuns în lista finală a premiilor pentru SF&F Hugo, World Fantasy, Britsh Fantasy și Locus, câștigându-l pe acesta din urmă. Seria urmează să mai cuprindă încă două cărți, care se vor numi The Winds of Winter și A Dream of Spring.
În 2003, Fantasy Flight Games a lansat jocul "The Game Of Thrones" și, în 2010, "The Battles of Westeros", bazat pe bătăliile descrise în seria "Cântec de gheață și foc".

### Serialul de la HBO
În timp ce lucra la romanul Dansul dragonilor, George R. R. Martin a fost implicat în producerea ecranizării pentru televiziune a cărților seriei Cântec de gheață și foc, al cărui nume a fost ales după prima carte, Urzeala tronurilor. Implicarea lui Martin a inclus alegerea echipei de producție și participarea la scrierea scenariului; genericul îl creditează ca producător executiv al serialului.
HBO Productions a achiziționat drepturile de televizare pentru întreaga serie Cântec de gheață și foc în 2007 și au început să transmită serialul pe 17 aprilie 2011; primul sezon a avut 10 episoade, fiecare de aproximativ o oră. La scurtă vreme după difuzarea primului episod, contractul a fost prelungit pentru încă o serie. Primul sezon a fost nominalizat la treisprezece premii Emmy, dintre care a câștigat două: unul pentru generic și unul pentru cel mai bun actor într-un rol secundar, acordat lui Peter Dinklage.
Al doilea sezon, conținând tot zece episoade, reprezintă ecranizarea celui de-al doilea roman al seriei, Încleștarea regilor și a fost difuzat începând cu 1 aprilie 2012. A fost nominalizat la doisprezece premii Emmy (printre care s-a numărat o nouă nominalizare a lui Dinklage), dintre care a câștigat șase. Primul sezon a fost nominalizat în 2012 și la premiul Hugo, pe care l-a câștigat. În anul următor, unul dintre episoadele celei de-a doua serii, "Blackwater", a câștigat de asemenea un premiu Hugo.

## Teme
Criticii au descris opera lui Martin ca fiind întunecată și cinică. Primul său roman, Lumina ce se stinge, a stabilit tonul pentru marea parte a operei sale viitoare; acțiunea se desfășoară pe o planetă în mare parte abandonată, care devine treptat nelocuibilă pe măsură ce se îndepărtează de soare. Povestea, la fel ca multe altele scrise de Martin, exprimă o melancolie puternică. Deseori personajele lui sunt nefericite, sau cel puțin nesatisfăcute - încercând să rămână idealiste într-o lume nemiloasă. Mulți prezintă caracteristicile unui erou tragic. Criticul T. M. Wagner scrie: "Să nu se spună că Martin nu împărtășește dragostea lui Shakespeare pentru tragismul stupid." 
Atmosfera deprimantă din Cântec de gheață și foc poate constitui un obstacol pentru unii cititori. Inchoatus Group scrie: "Dacă absența bucuriei vă deranjează, sau căutați ceva pozitiv, poate că ar trebui să căutați altundeva."  Pentru mulți fani însă, tocmai acest nivel de „realism” și „întregire”, care include imperfecțiunile și ambiguitatea moral-etică a personajelor, precum și întorsăturile de situație, este cel care-i atrage la opera lui Martin și-i determină să citească mai departe în ciuda brutalității acțiunii. După cum puncta TM Wagner: „E multă tragedie aici, dar este și adrenalină, umor, eroism, chiar și la cei săraci, la nobili și la personajele negative și, ici-colo, câte un pic de dreptate. Este un lucru rar ca un scriitor să poată da operei sale atâta umanism”.
Personajele lui Martin sunt complexe, cu un trecut surprinzător de întortocheat, având inspirații și ambiții. Publisher's Weekly scrie despre epopeea în desfășurare Cântec de gheață și foc: "Complexitatea personajelor, cum ar fi Daenarys [sic], Arya și Regicidul îi va determina pe cititori să dea chiar și numeroasele pagini ale acestui volum, căci autorul, la fel ca Tolkien sau Jordan, ne implică în soarta lor."  Nimeni nu are parte de un noroc nerealist, totuși neșansa, rănile și moartea (sau falsa moarte) pot doborî orice personaj, mare sau mic, indiferent cât de atașat a devenit cititorul de el. Martin a descris obiceiul său de a omorî personaje importante ca fiind necesar pentru profunzimea poveștii: "...când personajele mele sunt în pericol, vreau să vă fie teamă să dați pagina, așa că trebuie să fiți pe poziții de la început." 
Spre deosebire de opera altor autori, Martin pune accentul pe realism și pe o dinamică socială plauzibilă în dauna magiei și a dihotomiei simpliste „bun vs. rău” care a atras deseori critici asupra scrierilor fantasy moderne. În primul rând, Martin se distanțează de schema „cavalerilor eroici și a cavalerismului” care a devenit o linie clasică a genului fantasy după Stăpânul inelelor al lui J. R. R. Tolkien, pe care Martin îl admiră și din care s-a inspirat, dincolo de asta. Totuși, el critică în mod specific simplificarea excesivă de către imitatori a temelor și tehnicilor lui Tolkien în ceea ce el descrie cu umor ca fiind „Evul Mediu de Disneyland”  care trece peste sau chiar ignoră diferențele majore dintre societățile medievală și modernă - mai ales în ceea ce privește structurile sociale, modul de trai și aranjamentele politice (Uneori Martin este considerat „Tolkien al Americii” de criticii literari.) Autorul își bazează opera pe fundamentul istoriei ficțională pe care o folosește pentru a evoca elementele sociale și politice importante ale erei medievale care diferă semnificativ de timpurile moderne, printre acestea numărându-se natura ereditară, rigidă și deseori brutală a sistemului claselor sociale din societățile feudale, care este deseori ignorată în scrierile fantasy. Deși Cântec de gheață și foc este o serie fantasy care folosește magia și suprarealismul specifice genului, Martin are grijă ca magia să fie doar unul dintre multele elemente care duce opera sa mai departe și nu obișnuitul deus ex machina. Scopul ultim al lui Martin îl reprezintă explorarea conflictelor interne care definesc condiția umană, pe care - inspirat de William Faulkner - o descrie ca singurul motiv de a citi „orice” literatură, indiferent de gen.
Temele majore ale lui Martin sunt multi-fațetate și stratificate, însoțind călătoriile personajelor sale - care includ idealismul vs. datorie, iubirea romantică vs. familie, conflictele izvorâte din obligațiile sociale, motivele care-i împing pe oameni spre „rău”, etica acțiunilor politice și consecințele lor, brutalitatea războiului. Romanele și povestirile sale au deseori un fundal religios și îi pun cititorului întrebări despre religie, atât pe față (tratând o religie existentă sau imaginară) cât și infiltrând probleme religioase. Ultima metodă apare, de exemplu, în Peregrinările lui Tuf, în care se întrevede problema abilității unei ființe umane de a-și asuma un rol divin. La fel, Cântec de gheață și foc conține multe episoade în care personajele încearcă să comunice cu zeii, fără a primi vreun răspuns.

## Relațiile cu fanii
În afara scrisului, Martin participă regulat la convențiile science fiction, aflându-se mereu la dispoziția fanilor. La începutul anilor '70, criticul și scriitorul Thomas Disch a descoperit că Martin este membru al "Grupului Zilei Muncii", cuprinzând scriitori ce se adună în fiecare an la Worldcon, care se ține de obicei în apropierea Zilei Muncii. Încă de la începutul anilor '70 el participă și la convenții SF regionale, iar din 1986 participă anual la convenția regională Bubonicon care se ține în apropiere de reședița sa din New Mexico.
Martin are o relație bună cu fan club-ul său oficial, the Brotherhood Without Banners, lăudându-l în trecut pentru petrecerile sale și eforturile filantropice. Din decembrie 2006 organizația a depășit 1.000 de membri oficiali listați pe site. Pe site-ul acestuia, westeros.org, există un forum cu postări regulate despre seria Cântec de gheață și foc.
Martin a fost criticat de mulți fani pentru marile întârzieri apărute în publicarea cărților seriei Cântec de gheață și foc, cel mai recent pentru lunga pauză dintre volumele Festinul ciorilor (2005) și Dansul dragonilor (2011). Martin a răspuns acestor critici în 2010 spunând că nu vrea să scrie doar la seria Cântec de gheață și foc și că scrierea altor texte sau munca de editare desfășurată în cadrul diferitelor proiecte a făcut întotdeauna parte din munca sa.
Martin este un opozant declarat al curentului fan fiction, considerându-l o încălcare a drepturilor de autor și un exercițiu prost pentru scriitorii aspiranți. El nu a permis niciuneia dintre proprietățile sale intelectuale să fie folosite în fan fiction.

### Autor

#### Romane
Seria Cântec de gheață și foc:
- A Game of Thrones (1996) - câștigător al premiului Locus Fantasy, nominalizat la premiile Nebula și World Fantasy, 1997 [85]

ro. Urzeala tronurilor - editura Nemira 2007 și 2011 (hardcover), traducere Silviu Genescu
- A Clash of Kings (1998) - nominalizat la premiul Nebula, 1999; câștigător al premiului Locus Fantasy Award, 1999 [86]

ro. Încleștarea regilor - editura Nemira 2008, traducere Laura Bocancios
- A Storm of Swords (2000) - câștigător al premiului Locus Fantasy, nominalizat la premiile Hugo și Nebula, 2001 [87]

ro. Iureșul săbiilor - editura Nemira 2009 și 2011 (hardcover), traducere Laura Bocancios
- A Feast for Crows (2005) - nominalizat la premiile Hugo, Locus Fantasy și British Fantasy, 2006 [88]

ro. Festinul ciorilor - editura Nemira 2009 și 2011 (hardcover), traducere Silviu Genescu și Laura Bocancios
- A Dance with Dragons (2011)

ro. Dansul dragonilor - editura Nemira 2012 (hardcover)
- The Winds of Winter (în pregătire)
- A Dream of Spring (în pregătire)

Alte romane
- Dying of the Light (1977) - nominalizat la premiile Hugo, 1978[89] și British Fantasy, 1979 [90]

ro. Lumina ce se stinge - editura Nemira 2012
- Furtună pe Windhaven (1981) - cu Lisa Tuttle - nominalizat la premiul Locus SF, 1982 [91]
- Fevre Dream (1982) - nominalizat la premiile Locus SF și World Fantasy, 1983 [92]
- The Armageddon Rag (1983) - nominalizat la premiile Locus SF și World Fantasy, 1984 [93]
- Hunter's Run (2007) - versiunea extinsă a nuvelei "Shadow Twin", cu Gardner Dozois și Daniel Abraham

ro. Fuga vânătorului - editura Nemira 2012

#### Nuvele (selectiv)
- "A Song for Lya" - apărută prima dată în Analog, iunie 1974.

ro. Un cântec pentru Lya
- "Night of the Vampyres" - apărută prima dată în Amazing, 1975, re-publicată în The Best Military Science Fiction of the 20th Century
- "The Skin Trade" (1989) - din culegerea de trei autori "Dark Visions".

Mike the Pike Productions a cumpărat drepturile de ecranizare a nuvelei.
- Seria "Tales of Dunk and Egg" - acțiunea se petrece în lumea din Cântec de gheață și foc
  - "The Hedge Knight" (1998)
  - "The Sworn Sword" (2003)
  - "The Mystery Knight" (2010)
- "Shadow Twin" (2004) - cu Gardner Dozois și Daniel Abraham

#### Nuvelete (selectiv)
- Sandkings - cea mai antologată povestire a lui Martin și singura care a câștigat atât premiul Hugo cât și premiul Nebula.

ro. Regii nisipurilor
- Meathouse Man - publicată pentru prima dată în 1976 în numărul 18 din Orbit. (Scrisă cu intenția de a fi inclusă în antologia notorie a lui Harlan Ellison "The Last Dangerous Visions", această operă este, poate, după cum admite GRRM, cea mai întunecată și deprimantă poveste scrisă de el.[95] El a declarat că și după aproape treizeci de ani de la publicare încă i se pare dureros să o recitească.)

#### Cărți pentru copii
- The Ice Dragon - publicată inițial în 1980 ca povestire,[96] a fost ilustrată și retipărită sub forma unei cărți pentru copii în octombrie 2006)

#### Culegeri de povestiri
- A Song for Lya (1976)
- Songs of Stars and Shadows (1977)
- Sandkings (1981)

ro. Regii nisipurilor - editura Nemira 2010, traducere Laura Bocancios, Ion Doru Brana și Antuza Genescu
- Songs the Dead Men Sing (1983)
- Nightflyers (1985)

ro. Zburătorii nopții - editura Teora 1999 și editura Nemira 2010, traducere Mihai-Dan Pavelescu
- Tuf Voyaging (1987) - culegere de povestiri legate între ele

ro. Peregrinările lui Tuf - editura Teora 1997 și editura Nemira 2010, traducere Liviu Radu
- Portraits of His Children (1987)
- Quartet (2001)
- GRRM: A RRetrospective (2003) - republicată în 2006 și 2007 sub titlul Dreamsongs)

#### Televiziune
- The Twilight Zone

ro. Zona crepusculară
- - The Last Defender of Camelot (1986) - scenarist
  - The Once and Future King (1986) - scenarist, editor
  - A Saucer of Loneliness (1986) - editor
  - Lost and Found (1986) - scenarist, după o povestire publicată de Phyllis Eisenstein
  - The World Next Door (1986) - editor
  - The Toys of Caliban (1986) - scenarist, după o povestire nepublicată de Terry Matz
  - The Road Less Travelled (1986) - scenarist, editor
- Beauty and the Beast

ro. Frumoasa și bestia
- - Terrible Saviour (1987) - writer
  - Masques (1987) - writer
  - Shades of Grey (1988) - writer
  - Promises of Someday (1988) - writer
  - Fever (1988) - writer
  - Ozymandias (1988) - writer
  - Dead of Winter (1988) - writer
  - Brothers (1989) - writer
  - When the Blue Bird Sings' (1989) - writer (teleplay)
  - A Kingdom by the Sea (1989) - writer
  - What Rough Beast (1989) - writer (story)
  - Ceremony of Innocence (1989) - writer
  - Snow (1989) - writer
  - Beggar's Comet (1990) - writer
  - Invictus (1990) - writer
- Doorways (1993, episod pilot nedifuzat) - scriitor, producător, creator (IDW Publishing a publicat episodul pilot sub forma unei miniserii de romane grafice (2010))[97]
- A Game of Thrones
  - Episodul pilot (în pre-producție) - scriitor, producător, creator [98]

### Editor

#### Wild Cards (a și contribuit la multe volume)
- Wild Cards I (1987)
- Wild Cards II: Aces High (1987)
- Wild Cards III: Jokers Wild (1987)
- Wild Cards IV: Aces Abroad (1988)
- Wild Cards V: Down & Dirty (1988)
- Wild Cards VI: Ace in the Hole (1990)
- Wild Cards VII: Dead Man's Hand (1990)
- Wild Cards VIII: One-Eyed Jacks (1991)
- Wild Cards IX: Jokertown Shuffle (1991)
- Wild Cards X: Double Solitaire (1992)
- Wild Cards XI: Dealer's Choice (1992)
- Wild Cards XII: Turn of the Cards (1993)
- Wild Cards: Card Sharks (1993) (Cartea I a trilogiei New Cycle)
- Wild Cards: Marked Cards (1994) (Cartea II a trilogiei New Cycle)
- Wild Cards: Black Trump (1995) (Cartea III a trilogiei New Cycle)
- Wild Cards: Deuces Down (2002)
- Wild Cards: Death Draws Five (2006)
- Wild Cards: Inside Straight (2008) (Cartea I din Committee)
- Wild Cards: Busted Flush (2008) (Cartea II din Committee)
- Wild Cards: Suicide Kings (2009)[99] (Cartea III din Committee)
- Wild Cards: Fort Freak[100] (predată editurii) (Roman de sine stătător)

#### Antologii editate împreună cu Gardner Dozois
- Warriors - o antologie masivă cuprinzând povestiri despre război și războinici (publicată pe 16 martie 2010)[101]

ro. Războinicii (vol. 1 și 2) - editura Nemira 2012
- Songs of the Dying Earth - o antologie omagială pentru seria Dying Earth a lui Jack Vance, publicată prima dară la Subterranean Press (2009)
- Songs of Love and Death - o antologie cu povești de dragoste desfășurate într-un cadru fantasy sau science-fiction, intitulată inițial Star Crossed Lovers[102] (2010)[103]
- Down These Strange Streets - antologie care amestecă povestiri detectivi, fantasy și science fiction (în pregătire)[104]

## Premii
- "A Song for Lya" - premiul Hugo 1975 pentru "Cea mai bună nuvelă"
- "Sandkings" - premiul Hugo 1980 pentru "Cea mai bună nuveletă" și premiul Nebula pentru "Cea mai bună nuveletă" (singura operă a lui Martin care a primit ambele distincții)
- "The Way of Cross and Dragon" (ro. Calea crucii și a dragonului) - premiul Hugo 1980 pentru "Cea mai bună povestire"
- "Portraits of His Children" - premiul Nebula 1986 pentru "Cea mai bună nuveletă"
- "The Pear-Shaped Man" - premiul Bram Stoker 1988 pentru "Ficțiune lungă"
- "The Skin Trade" - premiul World Fantasy 1989 pentru "Cea mai bună nuvelă"
- "Blood of the Dragon" - premiul Hugo 1997 pentru "Cea mai bună nuvelă"
- "A Feast for Crows" - nominalizat la premiile Quill și British Fantasy 2006

O listă completă Premiile și nominalizările lui Martin Arhivat în 4 august 2011, la Wayback Machine. poate fi găsită la indexul premiilor science fiction al revistei Locus.

### Interviuri
- 2010 Interviu despre Geek's Guide to the Galaxy Podcast Arhivat în 9 octombrie 2010, la Wayback Machine.
- Interviu cu George R.R. Martin pe Neth Space
- Interviu cu George R.R. Martin pe SFFWorld.com
- Interviu cu George R. R. Martin în Abebooks.com
- Interviu audio interview cu National Review Online Arhivat în 8 iunie 2012, la Wayback Machine.
- Audio Interviu cu George R.R. Martin pe Geekson.com
- Interviu cu scriitorul de ficțiune George R.R. Martin pe FreeMagazine.fi
- Într-o lume fantastică proprie Northwestern magazine profile